# Centro Nacional de Monitoramento e Alertas de Desastres Naturais
O Centro Nacional de Monitoramento e Alertas de Desastres Naturais (Cemaden) é uma Unidade de Pesquisa responsável pela prevenção e gerenciamento da atuação governamental perante eventuais desastres naturais ocorridos em território brasileiro. Este centro é vinculado ao Ministério da Ciência, Tecnologia e Inovação (MCTI).
Em 9 de janeiro de 2012 foi anunciada pela Presidente da República Dilma Rousseff a criação da Força Nacional de Apoio Técnico de Emergência, órgão que prevê trabalho coordenado com o Cemaden. Em 11 de março de 2013, o Ministro da Ciência, Tecnologia e Inovação Marco Antonio Raupp anunciou a transferência do Cemaden para o Parque Tecnológico de São José dos Campos.

## Atuação
Criado em 2011 e inicialmente instalado na cidade de Cachoeira Paulista, no estado de São Paulo, este centro é responsável por gerenciar as informações emitidas por radares meteorológicos, pluviômetros e dados provenientes de previsões climáticas, repassando as informações para os órgãos competentes em todo o Brasil, visando antecipação perante possíveis ocorrências de situações meteorológicas que possam levar a  ocorrência de um desastre natural.
O Cemaden tornou-se efetivamente operacional em 02 de dezembro de 2011, e desde então vêm emitindo alertas para o Centro Nacional de Gerenciamento de Riscos e Desastres (CENAD) auxiliando o Sistema Nacional de Defesa Civil. A equipe de operação do Cemaden trabalha em uma Sala de Situação com capacidade para até 25 analistas. Dentre os equipamentos existentes nessa sala estão um grande videowall, um gabinete de crise dotado de sistemas de teleconferências, modernos computadores e sistema de fornecimento de energia elétrica em caso de blecaute.
Os pesquisadores e tecnologistas do Cemaden trabalham com imagens de satélites e com uma série de equipamentos de alta tecnologia, tais como radares meteorológicos, plataformas de coleta de dados e de equipamentos de análise de solo,[carece de fontes?] como forma de prevenção de eventos como inundações e escorregamentos de encostas.
Em 2021, passou a contar com um novo radar meteorológico "banda S" de tecnologia totalmente nacional capaz de fornecer dados sobre a formação das chamadas cumulonimbus, nuvens densas que provocam tempestades volumosas e monitorar o tamanho das gotas de água e dos cristais de granizo, além de prever o volume, a localização e o momento em que ocorrerá a precipitação.

## Estrutura
O Cemaden tem sua estrutura definida por um regimento interno, estabelecido de acordo com a Portaria No. 857, de 5 de setembro de 2013, e possui além da Diretoria, duas Coordenações, duas Coordenações-Gerais e duas Divisões, na seguinte forma:
- I - Diretoria
  - I.a - Coordenação de Administração
  - I.b - Coordenação de Relações Institucionais
- II - Coordenação-Geral de Operações e Modelagem
  - II.a - Divisão de Monitoramento e Operação da Rede Observacional
- III - Coordenação-Geral de Pesquisa e Desenvolvimento
  - III.a - Divisão de Desenvolvimento de Produtos Integrados